# Larissa
|  | Per a altres significats, vegeu «Larissa (desambiguació)». |

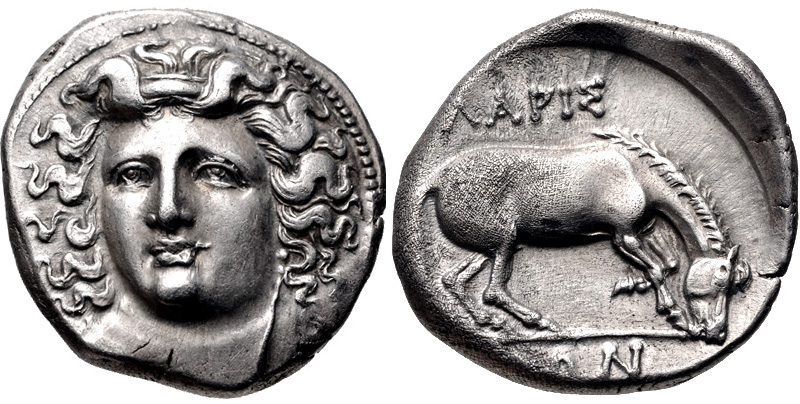
Dracma de la ciutat de Larisa de Tessàlia (circa 380-); l'anvers representa Larissa.

Larissa o Larisa (grec antic: Λάρῑσα, llatí: Lārīsa, menys sovint Λάρῑσσα / Larissa) va ser, segons la mitologia grega, una heroïna que tan aviat es considera de l'Argòlida com de Tessàlia, així com el nom de diverses ciutats.
El seu nom vol explicar l'homonímia de les ciutats que es deien Larisa, principalment Larisa de Tessàlia i la ciutadella d'Argos, de manera que seria l'epònima d'aquestes ciutats. És considerada de vegades mare de Pelasg, fruit de la seva unió amb Zeus o amb Posidó, però altres vegades hom la coneix com a filla de Pelasg. En el primer cas, a més de Pelasg, va tenir per fills Aqueu i Ftios, que van emigrar de l'Argòlida a Tessàlia.
En altres ocasions, Larissa és una filla de Píasos, rei de Tessàlia, i esposa de Cízic: Estrabó informa que aquest personatge era de la ciutat eòlia de Larisa Fricònida, situada a la vora del riu Hermos. Abans de les seves noces amb Cízic, rei dels dolions, va ofegar Píasos, son pare, en una bota de vi perquè l'havia forçada: quan Píasos es va inclinar dins un tonell per agafar-ne vi, Larissa l'agafà pels peus, el va fer trabucar dins el tonell i s'hi va anegar.
La cinquena lluna del planeta Neptú porta el seu nom.